# Niemegk (Kreis Bitterfeld)
Niemegk ist ein untergegangenes Kirchdorf im Landkreis Anhalt-Bitterfeld in Sachsen-Anhalt.

## Geografie
Niemegk lag zwei Kilometer östlich von Bitterfeld an der Leine und erstreckte sich auf etwa zwei Kilometer Länge als Straßendorf an der Straße zum ebenfalls untergegangenen Dorf Döbern, nordöstlich der Goitzsche-Niederung, die heute nach dem Ende des Braunkohletagebaus als Großer Goitzschesee geflutet ist.

## Geschichte

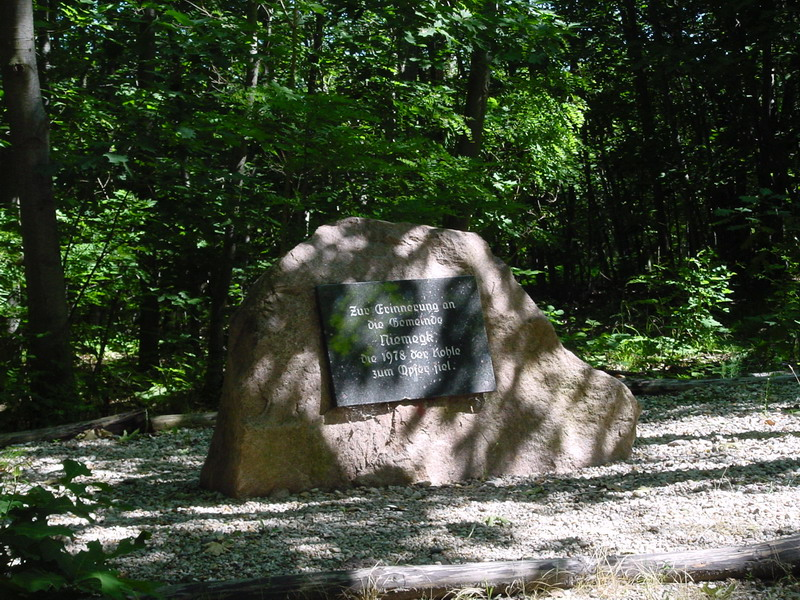
Gedenkstein an die untergegangene Gemeinde Niemegk

Niemegk wurde vermutlich 1089 (urkundlich nicht nachgewiesen) von Thimo von Wettin als Benediktinerkloster gegründet. Es bestand zu dieser Zeit aber bereits eine slawische Siedlung. Der Ort gehörte bis 1815 zum sächsischen Amt Bitterfeld. Durch die Beschlüsse des Wiener Kongresses kam er zu Preußen und wurde 1816 dem Kreis Bitterfeld im Regierungsbezirk Merseburg der Provinz Sachsen zugeteilt, zu dem er bis 1944 gehörte.
Der Ort Niemegk mit rund 2000 Einwohnern wurde 1975 aufgelöst und ging 1979/1980 durch Überbaggerung zur Erweiterung des Tagebaus Goitzsche unter. Heute erinnern noch die „Niemegker Straße“ und das „Strandbad Niemegker See“ in Bitterfeld an den untergegangenen Ort.

## Persönlichkeiten

### Söhne und Töchter des Ortes
- Friedrich Ferdinand Leopold von Seydewitz (1787–1872), hoher preußischer Verwaltungsbeamter
- Ernst von Leipziger (1837–1903), General der Kavallerie und Gouverneur von Köln
- Werner Rauh (1913–2000), Botaniker
- Frank Emmrich (* 1949), Mediziner